# اتحادیه ایپس

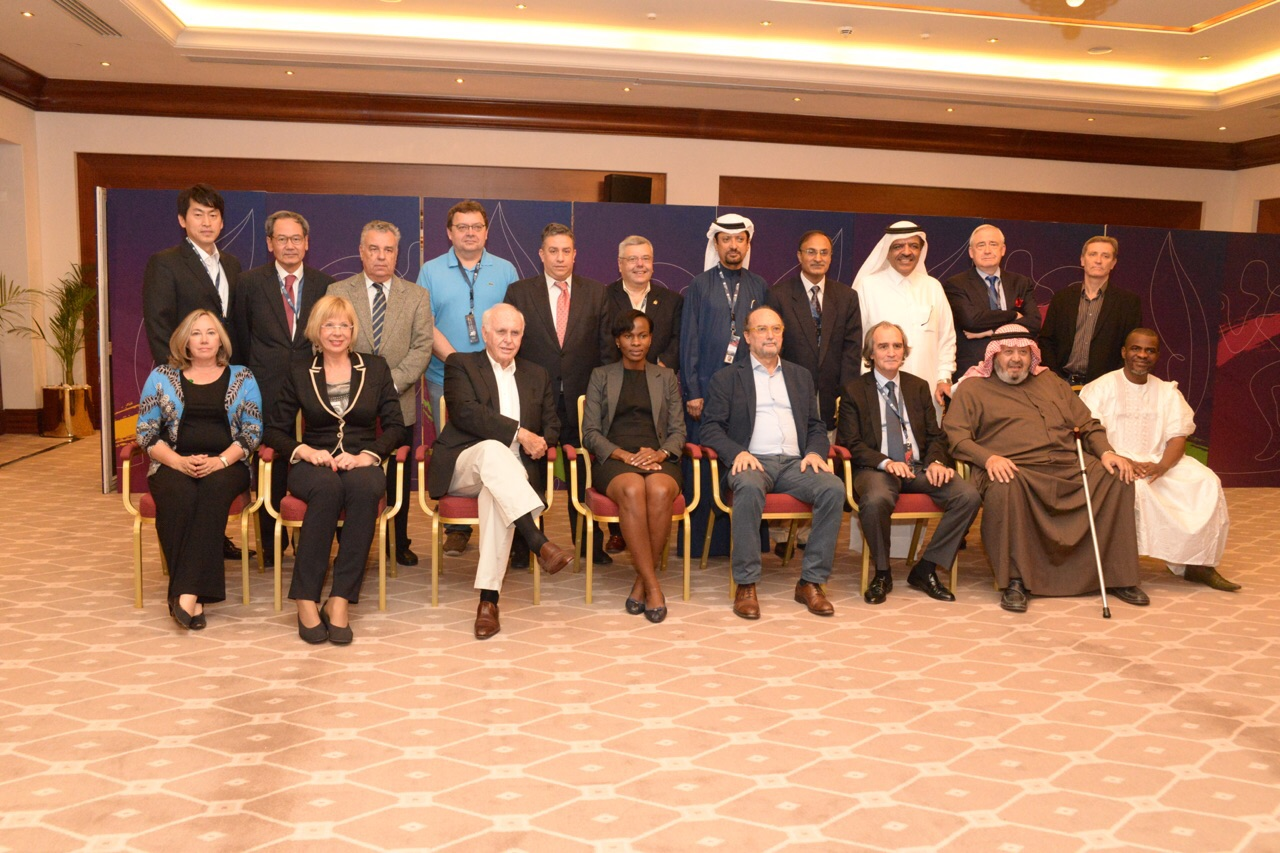
این تصویر در سال 2016 توسط Adham Elsayed گرفته شده ودر ان اعضای اعضای کمیته اجرایی انجمن بین المللی مطبوعات ورزشی (AIPS) روز یکشنبه در هفتاد و نهمین کنگره AIPS در دوحه قطر به شاترباگ ها می رویند حاضر هستند.

اتحادیه نویسندگان، خبرنگاران و عکاسان ورزشی جهان یا ایپس (به انگلیسی: AIPS) تشکیلاتی است فرهنگی، علمی، تخصصی، غیر سیاسی و غیر انتفاعی، که با هماهنگی کمیته بین‌المللی تأسیس شده است. این اتحادیه دارای بیش از ٩٥٠٠ عضو در سراسر جهان است و در سال ١٩٢٤ و در شهر پاریس تشکیل شده است. فرانتز ریشل (بازیکن راگبی و دومیدانی) اولین رییس این اتحادیه بود. این اتحادیه همچنین در ایران با نام «انجمن نویسندگان، خبرنگاران و عکاسان ورزشی ایران» فعالیت می کند.